# Gultyglad todityrann
Gultyglad todityrann (Todirostrum poliocephalum) är en fågel i familjen tyranner inom ordningen tättingar.

## Utbredning och systematik
Fågeln förekommer i lågland i sydöstra Brasilien (södra Minas Gerais till östra Santa Catarina). Den behandlas som monotypisk, det vill säga att den inte delas in i några underarter.

## Status
IUCN kategoriserar arten som livskraftig.